# Adler-Ariena
Adler-Ariena (ros. Адлер-Арена) – zadaszony tor łyżwiarski w Soczi w Kraju Krasnodarskim w Rosji, zbudowany jako miejsce rozgrywania zawodów w łyżwiarstwie szybkim podczas Zimowych Igrzysk Olimpijskich 2014. 
Obiekt został oddany do użytku w 2012 roku. Pierwszą dużą rozegraną na nim imprezą były mistrzostwa Rosji w łyżwiarstwie szybkim w grudniu 2012. W marcu 2013 odbyły się tam mistrzostwa świata w łyżwiarstwie szybkim na dystansach. Widownia może pomieścić 8 tysięcy osób. Po igrzyskach planowany był demontaż toru i przebudowa hali tak, aby w przyszłości pełniła głównie funkcję centrum targowego. W praktyce, według stanu na luty 2015, hala jest wykorzystywana jako siedziba akademii tenisowej.